# Тысяча одна страсть, или Страшная ночь
«Тысяча одна страсть, или Страшная ночь» — юношеский рассказ Антона Чехова, написанный в 1880 году и впервые опубликованный с подзаголовком «Роман в одной части с эпилогом» 27 июля 1880 года под псевдонимом «Антоша Ч.» в тридцатом номере художественно-юмористического журнала «Стрекоза». Разрешение цензурного комитета было получено 24 июля.
В 1882 году Антон Павлович планировал напечатать рассказ в составе авторского сборника «Шалость». Для этого в произведение был внесён ряд изменений. Подзаголовок «Роман в одной части с эпилогом» был заменен на «Робкое подражание Виктору Гюго». Посвящение Гюго было убрано. Из первой строки Чехов убрал упоминание «св. Ста сорока шести мучеников». Остальные правки исследователям творчества писателя остались неизвестны, так как сохранился только фрагмент отредактированного текста. Сборник был отпечатан, но в итоге был не допущен цензурой.
Произведение было задумано Антоном Павловичем как пародия на романтически приподнятый стиль Виктора Гюго, а также на подобные произведения псевдоромантической прозы, публиковавшиеся в то время в «Московском листке».